# Anlaby
Anlaby – wieś w Anglii, w hrabstwie East Riding of Yorkshire. Leży 7 km na zachód od miasta Hull i 250 km na północ od Londynu.